# 송나라의 경제
송나라(중국어: 宋, 영어: Song dynasty)는 중세 시대를 통틀어 가장 번영하고 발전된 경제 체제를 가지고 있는 국가였는데, 대운하와 양자강 유역에서 활발하게 이루어지는 대외 무역, 그리고 국내 인구를 기반으로 한 대규모 민간 및 관영 산업은 모두 송나라의 막대한 경제력을 뒷받침하는 원동력이었다. 당나라 말기~오대십국 시대의 혼란에도 불구하고 지속적으로 발전했던 중국의 경제는 송나라 시기에 들어 국민 소득이 12세기 유럽의 약 3배로 증가하는 등 절정에 이르렀다. 비록 송나라는 타민족의 잦은 침략에 시달렸고 1127년에 북중국을, 1279년에는 남중국마저 잃어버리면서 멸망하기는 했지만 송나라 시대는 전근대 중국사를 둘러보아도 경제·문화적인 측면에서 유례가 없을 정도의 전성기를 누렸다.
이 시기에는 도시를 넘어 각 지역별로 시장이 급속하게 성장했고, 그에 따라 중국 시장권 역시 규모가 확장되었다. 인구와 1인당 소득의 지속적인 증가, 경제의 구조적 변화, 기술 혁신이 일어났음은 물론이다. 송나라는 이전 왕조들보다 비교적 민간 경제에 덜 간섭하는 자유방임주의 정책을 택하면서도, 차나 소금, 술, 화약의 원재료 등 경제성이 높고 제국 안보에 필수적인 자원에 한해서는 전매제를 실시하여 특정 제조 품목과 시장 상품에 대한 정부의 독점을 행했다. 조정 국고의 대부분이 군사력에 투자되었음에도 불구하고, 상업 전반에 부과된 세금들은 금방 국고를 다시 채워주었으며 통화 경제의 발전을 야기했다. 당대의 중국은 약 10만 톤의 철강을 생산하고 수백만 명의 인구가 거주하는 대도시가 수도인 개봉이나 임안을 제외하고도 몇개나 더 있었다.

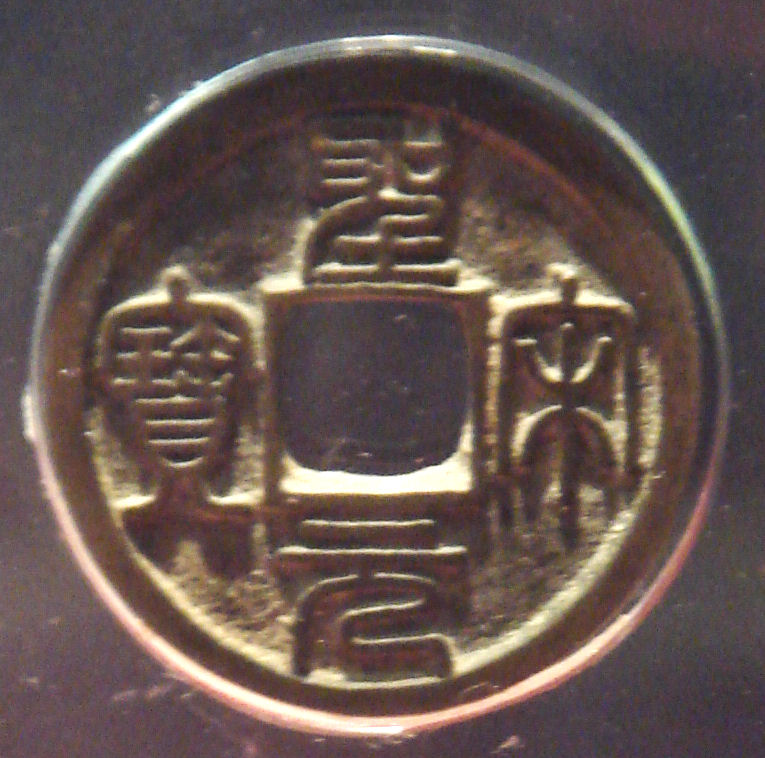
북송의 동전인 성송원보(聖宋元寶). 송 휘종 즉위년도부터 발행하기 시작한 것이다.

생산력의 급증과 함께, 중국 인구가 폭발적으로 늘어나면서 화폐 또한 발전하기 시작했다. 기존에 사용되던 동전은 송나라가 개국한 초기에도 해마다 평균 수천만 개씩 만들어냈으나, 점점 발행량이 연간 수억 단위로 증가했는데 1085년 당시에는 화폐 생산량이 연간 동전 60억 개라는 엄청난 주조량을 보여준다. 허나 이렇게 막대한 양을 찍어냈음에도 불구하고 폭증하는 수요를 완전히 따라잡지는 못하자, 동전 다음의 거래 수단으로 어음이 지목되었다. 원거리에서 무거운 동전 대신 어음 뭉치를 가져가면 되니 매우 편리했다. 하지만 이 또한 문제가 있었다. 가짜 어음으로 사기를 치거나, 어음을 주니 실제 가치하고 다르거나 하는 문제가 있었다. 이리하여 1024년 세계 최초의 지폐인 "교자(交子)"가 발행되었다. 혜주, 성도, 임안 등의 대도시에 지폐 발행 공장이 세워졌으며 여기서 생산된 지폐들은 사천, 섬서 지역에서 널리 유통되었다.
이러한 변화로 인해 일부 역사가들은 서유럽이 혁신을 이루기 몇 세기 전부터 송나라 시대의 중국을 '초기 근대 경제'로 일컬었을 정도였다. 그러나 송나라의 뒤를 이은 원나라와 명나라는 이를 폐지하고 다시 정부에서 시장에 적극적으로 간섭하는 방식을 도입함으로써 송나라인들의 유산을 무너뜨렸다.

## 농업

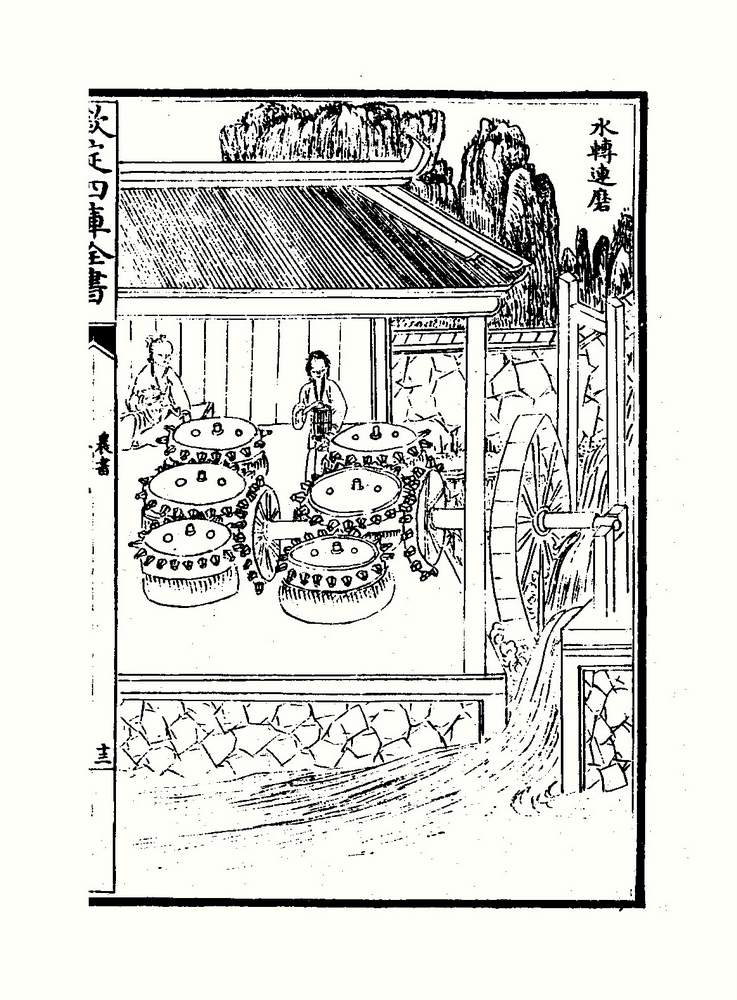
원대의 왕정이 보았던 물레방아 제분소. 송대에는 널리 사용되었던 것이다.

장강 하류의 삼각주 지역, 소위 강남(江南)이라 불리는 지역은 예로부터 토지가 낮고 수분이 많은 저습지 지대로서 거주나 농경에 크게 불리했다. 그런데 남북조 시대 이래로 개간 작업이 진척되기 시작하여 송나라 즈음이 되면 거의 완성 단계에 도달한다. 또한 조정이 새로운 토지 개간을 완료하고 세금을 납부한 사람에 한해서 그 토지를 영구적으로 소유할 수 있도록 한 것 역시 경작지의 확장에 큰 도움을 주었다. 이리하여 송나라의 경작지는 대략 7억 2천만 무에 달했고, 강남 지방의 농업 생산량은 중국 역사상 최고 수준에 이르렀다. "하늘에는 천당이 있고, 땅에는 소주와 항주가 있다(上有天堂, 下有蘇杭)"라던가, "소주와 호주가 풍년이 들면 천하가 풍족해진다(蘇湖熟 天下足)"라는 말까지 생겨날 정도였다. 수도 개봉의 엄청난 인구와 서북 변경 지방에 밀집적으로 분포한 군대를 뒷받침하였던 것도 사실상 강남 지방의 이러한 높은 농업 생산력이었다.
신법당의 당수이자 개혁정책들을 여럿 추진한 송나라 관료 왕안석(王安石)은 1069년에 관개 시설의 확장을 장려하는 법령을 공표했다. 1076년까지 약 10,800개의 관개 사업이 완료되어 3,600만 결의 공공 및 사유 농지를 관개했다. 주요 사업에는 북중국의 황하 유역 개보수, 태호 인근의 토질 개선 등이 있었다. 이러한 정책의 결과로 송나라는 농작물 생산량이 대략 3배로 증가하였으며 전체 경지 면적은 128%나 늘어났다. 또한 저수지·강에 제방을, 해안에 방파제를 건설했는데 이는 농지로의 물의 범람을 막는 것이 주된 목적이었다. 송나라 시대의 농업 수확량은 무당 약 2탄(약 110lb/50kg)이었는데, 한나라 초기에는 1탄, 당나라 말기에는 1.5탄이었다.

### 계층의 분화
송대에 이르러 당대(唐代)의 문벌 귀족은 대부분 몰락하고, 장원(莊園) 지주나 부상(富商) 등이 새롭게 대두했다. 그들은 과거를 통해 관료가 되었으며 특권을 잡아 송대 사회의 단연 중심 세력이 되었다. 또한 균전제(均田制)하의 농민은 대부분 몰락하여, 농노적(農奴的)인 소작인(小作人, 佃戶)이 되어 장원의 경작에 종사했다. 이외에 많은 자작농이 존재했지만 과중한 세금에 시달리다가 토지를 버리고 유민(流民)·전호가 되는 사람이 많았다. 이와 같이 송대의 사회는 북위(北魏) 이래의 균전제가 붕괴되어 장원제(莊園制)와 전호제(佃戶制)를 기본으로 하는 새로운 사회로의 전환기에 해당한다.
송대의 지방 호족(豪族)들 가운데 과거를 거쳐 관료가 된 자를 '관호(官戶)'라 했다. 송나라 조정은 당의 귀족을 대신하는 새로운 지배 계급을 형성하기 위하여, 과거제(科擧制)를 확충하고 지방에서 전지(田地)를 많이 소유하여 유력자로서의 지위를 구축하고 있던 호족들을 많이 채용해 관료로 삼았다. 그들은 당의 귀족처럼 가문(家門)을 자랑할 수는 없었지만 관료가 되면 그 집은 관호라 하여 특권적인 계층을 형성했다. 특권 중 큰 것은 면역(免役) 특권이다. 즉 촌락의 유력자는 양세(兩稅)의 징수·운반·포도(捕盜) 등의 일을 맡은 데 대하여 관호는 면제해 주었던 것이다. 그 외에 지이(支移：兩稅를 州縣으로 운반하여 바침)나 절변(折變：현물 대신 돈을 바침)을 면제했다. 이러한 면제는 토지 집적(集積)을 한층 유리하게 하고, 그러한 특권을 받기 위하여 일반 농민의 토지를 바치는 자들도 많아졌다. 그 때문에 남송에서는 일정액(一定額) 이상의 토지를 가진 자에게는 노역에 충당하려 했으나 토지 소유 그것을 제한하는 것이 아니었기 때문에 관호의 대토지 소유가 점점 더해 갔다.
송대의 지방 호족 대부분을 '형세호(形勢戶)'라 한다. 관호를 포함함은 물론이고, 굳이 관호가 아니더라도 지방에서 대지주로서의 재산을 모았고, 징세·치안유지 역을 짊어지고 국가의 향촌(鄕村) 지배의 일익을 담당하는 자를 말한다. 양세 부담에 있어서도 일반 호(戶)와 구별하여 취급되었다. 그들은 과거에 합격하여 관료가 되는 자가 많으므로 일반적으로 호족·관료를 총칭하여 형세관호(形勢官戶) 혹은 관호형세호(官戶形勢戶)라 한다.
전호(佃戶)는 송대 이래로 관호 등의 지주의 토지를 경작하는던 예속적인 소작인을 말한다. 송대에서는 객호(客戶)·전객(佃客)·지객(地客)·장객(莊客)이라고도 하듯이 타향에서 흘러들어온 자들이 많고, 토지·가옥은 물론 농구·종자 등도 지주에게 대여받았기 때문에 지주에 대하여 보통 이상으로 예속적인 지위를 감수하지 않으면 안되었다. 전조(佃租, 소작료)는 5할 이상이며 때로는 노역에도 사역되었다. 지주와 전호 사이에는 주종(主從) 관계가 있다고 하며, 전호의 지주에 대한 범죄의 경우에는 일반보다도 중하게 벌했다. 그러나 강남이 개발되고 특히 남송에 이르러 도작(稻作)의 품종 개량이 이루어져 생산력이 증대하고 그 위에 맥작이 보급되어 수확이 전호의 손에 들어가게 되면 조전(租佃)의 관계(地主佃戶制)는 더욱더 발전해, 전호는 반드시 타향 출신뿐만 아니어도 자기의 토지를 부득이하게 지주에게 맡겨야 했지만 그대로 전호가 되어 경작을 계속하는 자들도 많이 나왔다. 이리하여 지역에 따라 전호는 서서히 지주에 대한 예속성을 벗어나고 있었다. 특히 강남 삼각주 지대의 호전(湖田)·우전(玗田)이 발달한 곳에선 전호 사이에 횡적인 연대(連帶)가 형성되어 지주의 명령을 거부하여 전조를 내지 않는 일도 있었다. 이것은 완전항조(頑佃抗租)라 하여 남송 때 처음으로 나타났고 명(明)·청(淸) 시대에 들어오면 한층 격심해진다.

### 쌀

송나라 시대에 이른 모를 심기 위해서 발명된 '양마(秧馬)'. 그림 자체는 18세기에 그려졌다.

송대가 되면 벼의 품종도 매우 다양해져서, 농부들은 농부들이 지형 등의 자연 조건에 맞추어 종자를 선택할 수 있게 되었다. 특히 참파에서 들여온 점성도(占城稻, 참파벼)는 "중국의 벼에 비해서 이삭이 길고 까끄라기가 없으며, 낱알의 차이가 적고, 토양을 가리지 않고 생장한다"고 일컫을 정도의 우량품종이었으며 가뭄이나 병충해에 특히 강하였다. 또한 봄에 심고 3, 4개월이 지나면 곧장 성숙하므로 교대로 이기작(二期作)이 번성하게 되었고 또 보리와 함께 이모작(二毛作)을 보급시키는 일에 공헌하는 바가 컸다.
송 진종 5년(1012)에 강남지방에 큰 가뭄이 들자, 정부에서는 사람을 파견하여 복건으로 가서 점성도 3만 곡(斛)을 가져와 높은 곳에 토지가 있는 백성들을 골라서 종자를 나누어 주고, 아울러 재배방법을 조판에 새겨 인쇄하고 방을 붙여서 백성들에게 알려 재배를 확대하였다. 이로부터 점성도는 강회와 양절지방에서 뿌리를 내리게 되었고, 그 후 재배하면서 다시 계속해서 개량하고 변화되었으며 나중에는 중국 각지로 확산됨에 따라 전국의 쌀 생산량을 높이는 데 크게 기여했다. 남송시대의 강남동로와 강남서로에서는 경지의 8, 9할은 점성도를 심게 되었고 양절로에서도 그 재배가 번성했다. 복건, 광동방면은 진종이전 송초부터 이미 점성도를 재배하고 있었던 것 같다. 송나라 이후로도 점성도계의 여러 품종이 전국적으로 보급되고 쌀농사에서 중요한 지위를 차지하게 되었다.
한편 끈기가 가장 많은 찹쌀(糯米)도 각지에서 재배되었다. 이것은 주조의 원료로 쓰이는 일이 많았기 때문에, 송나라 조정은 술의 전매를 위하여 양조원료인 찹쌀을 조세로서 징수하거나 또는 사들였다.

### 보리, 밀
보리는 원래 화북을 주요한 산지로 하였으나, 남북조 시대부터 당나라에 이르러서는 강남 지역의 논에서 경작되는 경우가 있었다. 북송 시대에 들어서도 보리는 각지에 심겨졌으나, 중엽에 접어들자 소주에서 보리는 베고 벼를 심어 1년에 재숙했다고 하는 사료인 원풍7년의 주장문(朱長文) 《오군도경속기(吳郡圖經續記) 권상 물산(物産)》도 보인다. 남송 시대에는 화북인이 대거 강남으로 유입됐으므로 북방의 밀가루 요리(麵食) 풍조가 강남에서도 일반화되었고, 그에 따라 밀의 수요가 증가했으며 보리의 가격이 등귀했다. 그 때문에 강남에서의 보리재배가 발달했다고 전해진다.
남송시대는 북송 시대를 계승했으므로 도시의 발달이 현저했고, 도시를 무대로 하여 화려한 소비생활이 전개되었기 때문에 술의 수요가 상당히 증가했다. 그에 따라 송 조정은 술을 정부의 전매품으로 지정하고, 주무(관영 술양조기관)를 설치하여 막대한 수익을 올렸다. 남송에서는 더욱이 담군주고를 두어 술을 양조·판매하여 그 이익을 군비로 돌렸다.
술의 제조원료는 찹쌀과 밀이 있었는데, 그중 후자는 누룩으로 빚어 사용했다. 주무(酒務)·주고(酒庫)의 증설과 함께 찹쌀과 밀이 대량으로 소비되었다. 이 수요에 응하기 위하여 보리와 밀의 재배가 활발해졌다. 보리는 군마의 사료로서의 수요가 컸다. 남송은 금군에 대항하기 위하여 마군이 많이 두어져 있었다. 군마의 사료의 대부분은 보리이고, 정부는 말먹이용의 보리를 조달하지 않으면 안되었다. 그래서 민간으로부터 보리를 사들이거나 아예 가을 세금을 보리로 절납하게 했고 영전·둔전을 설치하여 보리를 경작하거나 또 황전(荒田)을 개간할 경우에 보리, 밀 재배를 권장하기도 했다. 남송에서는 북방인구의 유입도 있어 인구가 대폭 증가했기 때문에, 기근이 닥쳤을 경우에는 종래와 같이 쌀만으로 굶주린 인민을 구제하는 것이 힘들어졌다. 이에 밀이나 보리로 구제하는 정책이 취해졌고 따라서 보리, 밀 재배는 조정에 의하여 장려되었으며 종자 보급을 촉진했다.
장원내에서도 논에서 쌀과 보리의 이모작이 이루어졌다. 민유장원에서는 일반적으로 전호는 쌀을 나누어 지주에게 세금으로 납부하고 보리는 자기의 수입으로 삼고 있었다. 즉 보리와 밀 재배는 전호의 이익이 되고 있었으므로, 전호는 나아가 보리의 이모작을 생각하였다. 지주도 노복을 사역하여 보리·밀 재배의 직접경영을 하였다. 관유장원에서는 전호는 쌀, 보리를 세금으로서 관에 납부하는 것이 보통이었다.
남송에서는 보리·밀 재배가 보급되고 양절·강남동서·복건·형호남의 여러 지역에서 보리가 경작되었다. 광남동서로에서는 그다지 경작되지 않았던 것 같은데 이것은 기후의 관계때문일 것이다. 또 장강 이북에서도 회남동서·경서·형호북로에서 경작되고 사천에서도 많이 재배되었다. 이들 가운데 양절·강동서·복건·회남 등 여러 지역에서는 수전에서 쌀·보리 이모작이 상당히 행해졌고, 논에서는 콩·보리나 조·보리 등의 이모작이 이루어져 생산력 증진에 공헌했다. 보리·밀은 양세로서도 징수되었다. 조정에서는 지주나 중소농민에서 전호에 이르기까지 보리·밀을 경작하고 자가소비나 납세로 하고, 남는 것은 시장에서 팔았다. 쌀·보리에 대해서는 상세를 면제하고 그 유통을 장려하였고, 상인은 이를 상품으로서 매매하고 많은 이익을 거두었는데 이를 바탕으로 상당한 재부를 쌓은 사람들도 출현했다.
보리와 밀 재배의 기술 또한 진보했다. 보리밀은 주로 산지·육전·사지 등의 밭에서 경작되었고 콩 등의 이모작을 행하였다. 수전에서도 보리가 경작되었으며 쌀로 이모작을 행하였다. 수확시기가 빠른 조전이나 토지가 높은 고전에서 이모작이 이루어지는 경우가 빈번했다. 당시 조생종 벼의 대표품종은 점성도였고 만생종은 경도였다. 갱도(秔稻)는 비옥한 논에서 경작되는 반면, 수확량은 많지 않으나 장기간의 보존이 가능하므로 조세로서 징수되었고, 가격이 비싸 상호(上戶)의 식량이 되었다. 점성벼는 논의 비옥도와 관계없이 경작되어 수량도 많았고 가격이 저렴하여 중․하호의 식량이 되었다. 조전 내지 고전에서는 조도를 경작한 후, 보리․밀을 경작하는 이모작을 하였다. 일반적으로 보리의 파종기는 구력 8~9월에서 다음해 4~5월에 수확했다.
보리의 품종에는 쌀과 같이 조·중·만의 여러 종이나 춘맥이 있었고 음식에 적합한 것, 양주용에 적합한 것 등 각종이 있었으며, 밀의 품종에도 조·중·만의 여러 종류가 있었다. 밀기울이 두껍고 밀가루가 적은 것, 무망(無茫)한 것이 있었고 춘소맥도 있었다. 보리밀 외에 쌀보리(穬麥)도 있었다.
남송에서는 보리는 벼에 다음가는 중요한 작물이 되고 강남에서도 중요한 식량이었다. 보리와 밀 재배의 발전은 강남의 생산력 발전의 일익을 담당하는 것이었을 뿐만 아니라 넓게 본다면 중국 농업의 발전에 기여하는 것이 되었다.

### 상품 작물

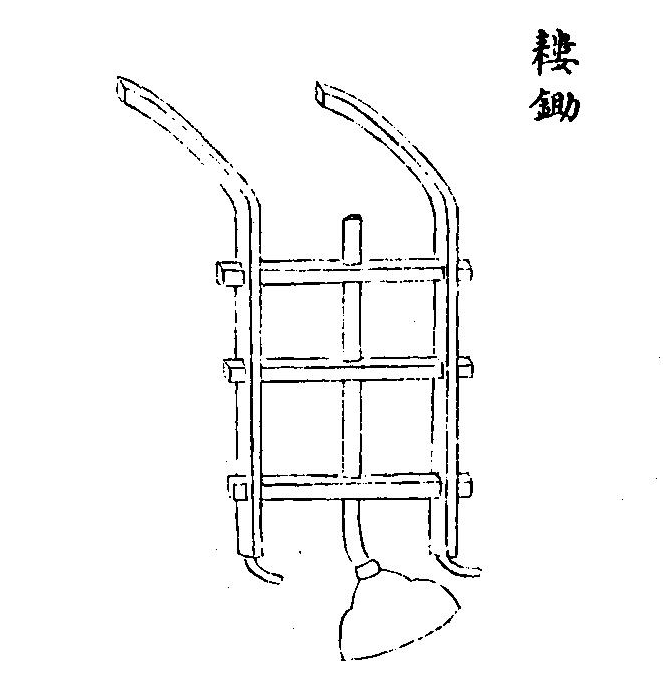
원대 서적에서 소개된 송나라의 농기구 누서(耬耡)

송대에는 차, 설탕, 오디, 인디고와 같은 상품 작물이 보편적으로 재배되기 시작했다.
차(茶)는 송나라 때 쌀, 소금, 간장, 기름, 식초, 숯과 함께 당대의 7가지 일반적인 가정용품 중 하나가 되었다. 도시 곳곳에는 찻집이 생겨났고, 차를 마시는 문화는 도시에 거주하는 사람이라면 당연히 갖추어야 하는 것이었다. 한편으로 차는 외국에서도 인기를 끌었다. 중앙아시아를 관통하여 중국에 방문한 상인들은 차를 주요 무역품으로 취급했다. 1104년 이전에는 국경 지역에서 이루어지는 무역 가운데 ⁠1/3⁠이 차 무역이었을 정도였다. 그에 따라 차 생산지 역시 급속하게 확장되었다. 송대의 차 경작지는 당(唐)대에 비하면 무려 3배나 늘어났으며, 특히 사천 지역의 차 농업은 급속하게 상업화되었다. 강회(江淮)와 진령(秦嶺) 이남에 전문적으로 차를 생업으로 재배하는 원호(園戶)가 여럿 존재했다. 북송 초에 차를 생산하는 주(州)가 35곳이었으나, 남송 때에는 66주 242개소에 달하였다. 1162년 조사에 따르면 차 농장은 전국 244개 현(縣) 가운데 66곳에 걸쳐 있었다. 강서성 요주(饒州)에서 생산된 찻잎이 특히 고급으로 취급받았는데, 가장 비싼 것은 약 0.59kg 당 500전에 판매되었고 가장 저렴한 것 역시도 37전이었다.
차 재배는 험준한 내륙 고지대 계곡과 같은 지형을 가지고 있어 쌀 농업에 적합하지 않은 남중국에서의 개발의 최전선에 있었다. 복건과 같은 지역은 송나라 초기에 23만 kg의 차를 생산했던 것이 1084년경이 되면 190만 kg으로 늘어났다. 대부분의 차 농장은 농촌 가정에서 운영했지만, 일부 대규모 민간~국영 농장에서는 100명이 넘는 노동자들을 고용하고 있었다. 소금 산업과 마찬가지로 차는 송나라 수입의 중요한 원천이 되었는데, 조정에서는 무턱대고 이를 독점하려 하지는 않았으나 선택적인 지역에서만 고도로 집중화되어 재배하는 정책은 실시하였다. 일례로 1162년 즈음을 보면 사천 외의 지역에서는 단 5개 현이 전체 차 생산량의 55%를 차지했고 개중 북원(北苑)은 오직 황실만을 위해서 차를 생산하는 농장이었는데, 약 40여 종의 한정 차가 그곳에서 생산되었다. 가장 좋은 것은 부드러운 찻잎의 끝부분만 따고 가공하여 만드는 일명 용차(龍釵)였는데, 이것을 모든 찻잎 가운데 최고로 쳤으며 다른 나라의 왕족에게 선물로서 거래되기도 할 정도로 인기를 끌었다. 특히 용차로 만든 후식거리(大龙团)는 당대에는 매우 유명한 것이었다.
면화는 처음에는 해남에서 재배되었다가 곧 양광과 복건으로, 그다음에는 장강과 회수 유역에까지 도입되었으며 나중에는 북중국에도 면화가 재배되었다. 면화 꽃을 모은 뒤, 이런저런 가공 과정을 거쳐 실을 뽑아낸 다음 장인들이 한땀한땀 엮어서 만드는 길패(吉貝)는 대표적인 면직물이었다. 해남 지역에서 만들어내는 면직물은 그 종류가 다양하고, 천의 폭이 넓으며, 다양한 색으로 염색되었을 뿐만 아니라 용도도 다양하게 쓰이는 것이 가능해 많은 인기를 끌었다. 대마도 널리 심어졌는데 직물로서 사용되었다. 소주의 동정호 인근 산지에서는 오디 농장이 번성했다. 뽕나무(桑) 농부들은 농업을 통해서 생계를 유지하지 않고, 뽕나무를 재배하고 누에를 사육하여 비단을 생산한 뒤 이것을 팔아 생계를 유지했다.
사탕수수는 전국시대에 중국에서 처음으로 재배되었던 것이다. 송대에 태호 인근의 지역들은 사탕수수의 대표적인 생산지로서 이름을 떨쳤다. 또한 복주, 명주(明州), 광주(廣州) 등지에서 재배되어 당상호(糖霜戶)가 많았는데, 이곳에서 생산된 설탕은 해외로 수출되었다. 송나라의 학자 왕탁(汪晫)은 1154년 그의 저서에서 중국 최초로 설탕 기술에 대해 자세히 설명했으며, 그 중에는 사탕수수의 재배 방법과 사탕수수로 설탕 가루를 만드는 법 등이 있었다.
도시가 성장함에 따라 교외 지역에는 고부가가치 채소 농장들이 생겨났다. 남중국에서는 평균적으로 1무의 논밭이 한 사람을 부양했고, 북중국에서는 3무의 논밭이 한 사람을 부양할 수 있었던 반면에 1무의 채소 농장은 무려 세 사람을 부양하는 것이 가능했다.

### 기타 작물
벼와 밀, 보리, 상품작물 이외에도 다른 여러 작물들이 재배되기도 했다. 녹두는 송 진종대에 인도(天竺)으로부터 도입되었는데 종자가 크고 알이 많아 대단히 빠른 속도로 남북 각로에 보급되었다. 또한 수박은 원산지는 분명하지 않지만 아마도 중동이나 신강지역에서 들어왔던 것으로 추정되며, 가장 먼저 중국 북부의 요나라로 전래되었다가 북송 말에는 하북(河北)와 하남(河南) 지방에서 보편적으로 재배하고 있었고, 남송이 건립되자 점차 회수를 넘어 중국 전역에서 재배하게 되었다.

### 농기구와 비료
농기구 및 비료 등 기타 농업 요소들도 발전했다. 당나라 때 보편화되었던 철제 쟁기는 송대 들어 더욱 개량되어 ‘체도(銐刀)’ 혹은 ‘개황체도(開荒銐刀)’라는 장치가 달리게 되었는데, 이는 쟁기를 거친 황무지에서도 쓸 수 있게 해주었고 특히 회수 일대 습지의 갈대와 기타 식물들의 뿌리를 잘라내는 데 매우 효과적이었다. 개량된 쟁기는 쟁기질을 할 때에도 더욱 신속하고 편리하였으며, 농업생산력의 발전에 중요한 작용을 하여 단위면적당 생산량에 직접적인 영향을 주었다. 용골번차(龙骨翻车)·통차(筒车)·보습·양마(秧馬)·수차(水車) 등도 널리 사용되어 농업 생산량의 증대에 큰 도움을 주었다.
그때까지 농사에 있어서 기계로 경작하기 이전에 가장 중요한 것은 소였으나, 송대에 들어 북방에는 소가 없거나 그 수가 매우 적었기 때문에 남방의 소에 의존해야만 했다. 소가 없는 농민들은 생산물을 분배할 때 지주들에게 10분지 1의 소작료를 추가해서 부담해야 했다. 이때 주로 사용됐던 것이 답리, 쇠스랑, 곡괭이였다.
- 답리(踏犁, 개량된 삽)는 두 사람이 밭을 갈 때 사용하는 쟁기로서 전적으로 인력에 의지해서 땅을 뒤집어 우경의 효과에 절반 정도를 얻을 수 있고, 발을 사용하는 것이 손을 사용하는 것보다 효과가 크기 때문에 곡괭이를 사용하여 밭을 가는 것보다 효과가 배로 늘었다. 이런 공구는 생산이 낙후되거나 조방농업을 경영하는 지역에서 유행하였다.
- 쇠스랑은 4개나 6개의 써래날을 가지고 있는데 그 날이 날카롭고 약간 구부러져 있는데 써레 같으면서 써레는 아니고 흙을 쌓아놓은 것이 탑과 같아서 이것을 철탑(鐵搭)이라고 한다. 소를 이용하는 쟁기가 부족하면 이것을 가지고 땅을 파서 경작에 대용하는데 써레와 곡괭이의 효과를 겸하여 가지고 있다.
- 북방지역에서 곡괭이는 쟁기의 대용품으로서 하남(河南)에서 출토된 곡괭이를 보면 형태와 구조가 상당히 큰 모습을 하고 있으며, 노동력이 풍족한 태호(太湖)유역에서는 곡괭이로 길게 토지를 갈아엎을 수 있어서 역시 중요한 경작도구의 하나로 사용하였다.

송대에 창조된 새로운 도구로 양마(秧馬)가 있다. 이것은 모내기를 할 때 사용하는 도구의 일종으로 위에 타고서 모내기를 하며 허리를 굽혀서 모내기를 하는 것보다 적지 않게 체력의 소모를 줄일 수 있었다. 양마는 대략 송 신종대에 발명되었고, 느릅나무와 대추나무로 배를 만들어 미끄러지게 하고 가래나무와 오동나무로 등을 만들어 그것을 가볍게 했는데, 배 부분은 조그만 배와 같이 그 머리와 꼬리를 치켜들고 등 부분은 마치 기와를 엎어놓은 것과 같이 하여 두 다리로 흙 안에서 뛰기에 편리하게 만들었다. 그 머리에다 모를 묶어놓고서 모내기를 했다. 하지만 이 도구가 체력의 소모를 줄이기는 하였으나 속도가 빠르지 못하다는 단점이 있었다.
송원대는 또한 하분루종(下糞耬種)이라고 하는 파종 도구가 발명되었는데, 이는 씨를 담는 깔대기에 따로 분뇨를 거르는 체를 설치하여 누에의 똥과 섞어서 파종할 때 종자를 따라서 떨어져 종자의 위를 덮으니 사용에 더욱 편리하였다.
송대의 남방에서는 또한 운탕(耘蕩, 써레의 일종)이라는 새로운 도구를 발명하였다. 운탕의 형태는 나막신 같이 생겨서 실제 길이는 한 척 정도인데, 20여 개의 짧은 못을 배열하여서 이를 사용하여 논두둑 사이에 풀이나 흙을 쳐서 이들을 섞거나 빠트려 밭이 더욱 고르고 비옥하게 한다. 써레나 호미보다 성능과 효과가 좋아서 인력의 소모를 줄이고 노동생산율을 높이는데 중요하게 작용하였다.
소가 부족했기 때문에, 찰도(鍘刀)나 북동부 지역의 당(耥) 등이 개발되어 답리(踏犁) 같은 농기구는 이미 다양화되어 있었지만... 대토지 소유자들이 맷돌, 연삭석, 망치를 옮기고, 번차(翻車)를 활용하여 운하와 하천의 물을 관개 도랑으로 끌어오는 수력 발전은 점점 더 일상화되어가고 있었다. 그 전까지 사람들은 답차(踏車)를 사용하여 물이 담긴 쇠사슬 양동이를 강에서 도랑으로 옮겨야 했다. 한편 농부들은 양마(秧馬)를 사용하여 모종을 심었으며, 분루(糞耬)를 사용해 논과 밭에 거름 및 비료를 주었다. 북중국 지역에서는 누서(耬耡)가, 장강 하류의 지역에서는 남송 말기에 당운(耥耘)이라는 기구가 널리 사용되어 제초 작업을 해냈다. 수확을 위해서 바퀴가 두 개 달린 추겸(推鐮)이 발명되기도 했다.— 울리히 테오발드(Ulrich Theobald)

송나라의 농부들은 인분이 비료로서 농작물 생산에 매우 효과적이라는 것을 알아냈다. 이것을 사용하면 척박한 황무지도 비옥한 농지로 다시 탄생할 수 있었다. 송나라 시대의 학자인 진보(陈普)는 1149년 자신의 저서인 「농서」에서 다음과 같이 말했다.
농지가 3~5년을 파종하면 (지력이) 고갈된다는 일반적인 말은 옳지 않다. 새로운 토양을 자주 채워주고 인분으로 경작하면 땅이 더 비옥해진다.

### 세금
곡창지대인 강남에서는 매년 220만 석의 쌀을 생산했고, 그 외에도 호남북에서는 100만 석, 양회에서는 150만 석, 양절에서는 155만 석을 각각 생산하여 수도 개봉부로 운송하였다. 500년 후의 중근세 문명인 세종대왕 시대~임진왜란이 일어나기 직전 선조 통치 하의 조선도 쌀 생산량은 1석에 180kg 기준으로 약 300만 석을 넘기질 못 했다. 장강 하류에서 거두어지는 세금은 송나라 국가재정 전체 수입의 40%에 해당했는데, 즉 송나라의 수입은 1,250만 석에 해당했던 것이다. 1석이 50kg인 송나라를 180kg 기준으로 계산하면 337만 석인데, 전체 곡물 생산량이 세금의 10배일 경우에는 3,300만 석이다. 인구 700만명을 230만 석의 쌀 생산량으로 유지했던 16세기의 조선 문명하고 비교해 보았을 때, 인구 7,000만명을 3,000만 석으로 유지했던 송의 1인당 곡물량이 압도적으로 많았음을 알 수 있다. 영지의 생산력이 10만 석 이상은 돼야 영향력 있는 영주로서 인정받았던 센고쿠 시대의 일본도 오다 노부나가, 도요토미 히데요시 시기는 어림도 없고, 도쿠가와 이에야스가 전국을 통일하기 전까지는 3,000만 석을 크게 넘지 못했으며 심지어 1620년에는 2,700만 석이라는 기록도 있다.

## 상단, 투자 및 무역

### 상업화

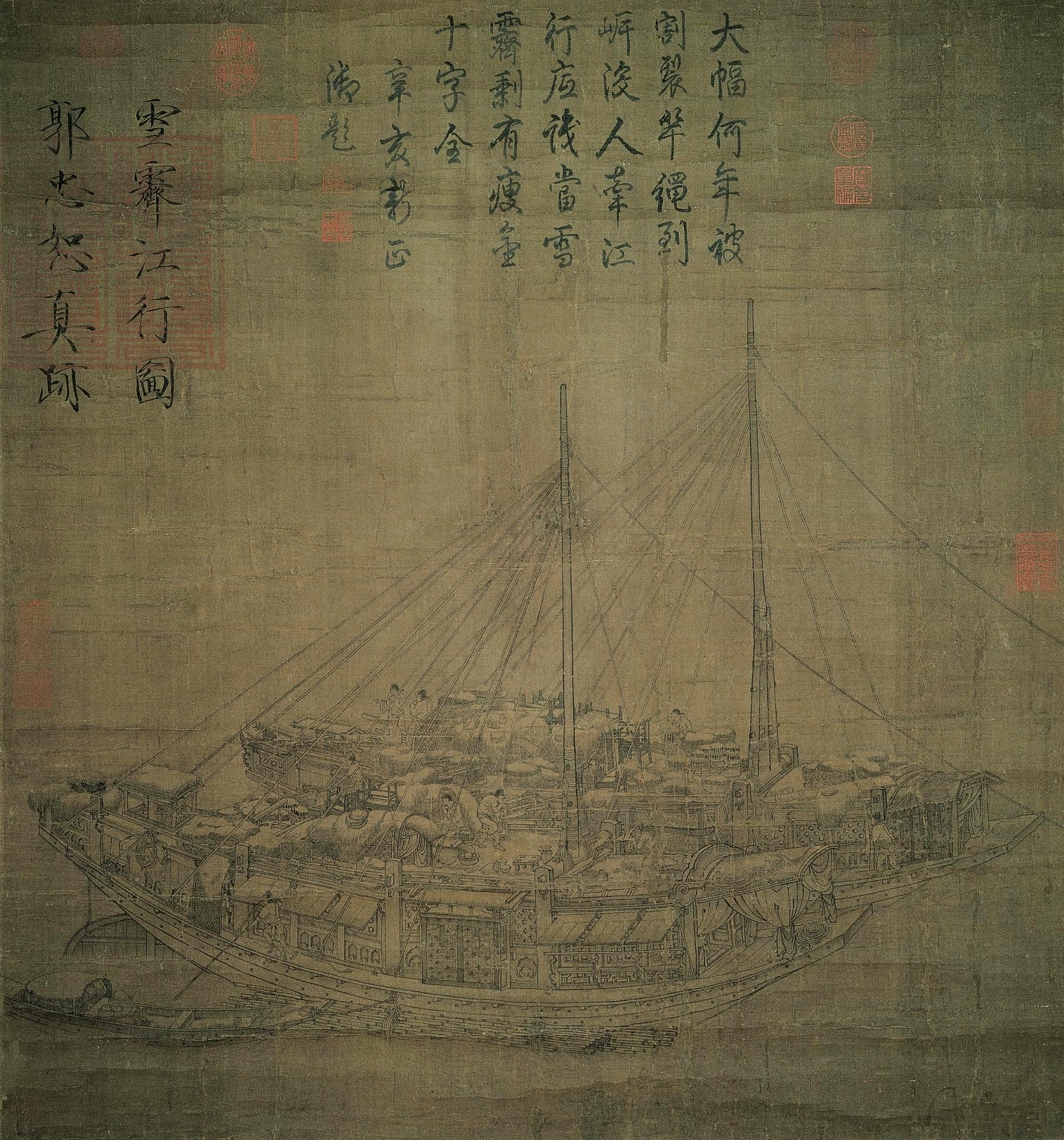
중국 화물선 두척이 그려진 한 그림. 아마도 이들은 먼곳까지 물건을 싣고 나르는 중이었을지도 모른다.

송나라 대부분의 도시에서, 그곳의 경제는 대체로 시장에 있는 대규모의 관영 산업과 민간 기업들에 의해 돌아갔지만, 그밖의 교외나 농촌 지역에서는 소규모의 민간 가게들과 상인들에 의해 경제가 운영되기도 했다. 그러나 이들 역시 번성하는 경제의 수혜자인 것은 똑같았다. 자주 거래되지 않는 상품들은 은밀하게 암시장을 통해 거래되었는데, 여진족이 화북을 점령하고 금나라를 건국하자 이는 더욱 활성화되었다. 일례로 1160년경에는 매년 약 7~8만 마리의 소를 밀반입하는 암시장이 존재했다고도 한다. 한편 송대에는 압착유 생산 가게, 포도주 제조 상점, 지역별 소규모 제지 사업체 등과 함께 한 가족들이 운영하는 소규모 도자기 상점들이 여기저기에 널려 있었다. 또한 여관 주인장, 점쟁이, 마약상, 비단 상인들 이외에도 여러 배경 출신의 수많은 사람들이 거리 이곳저곳을 돌아다니며 새로운 고객들을 찾았다.

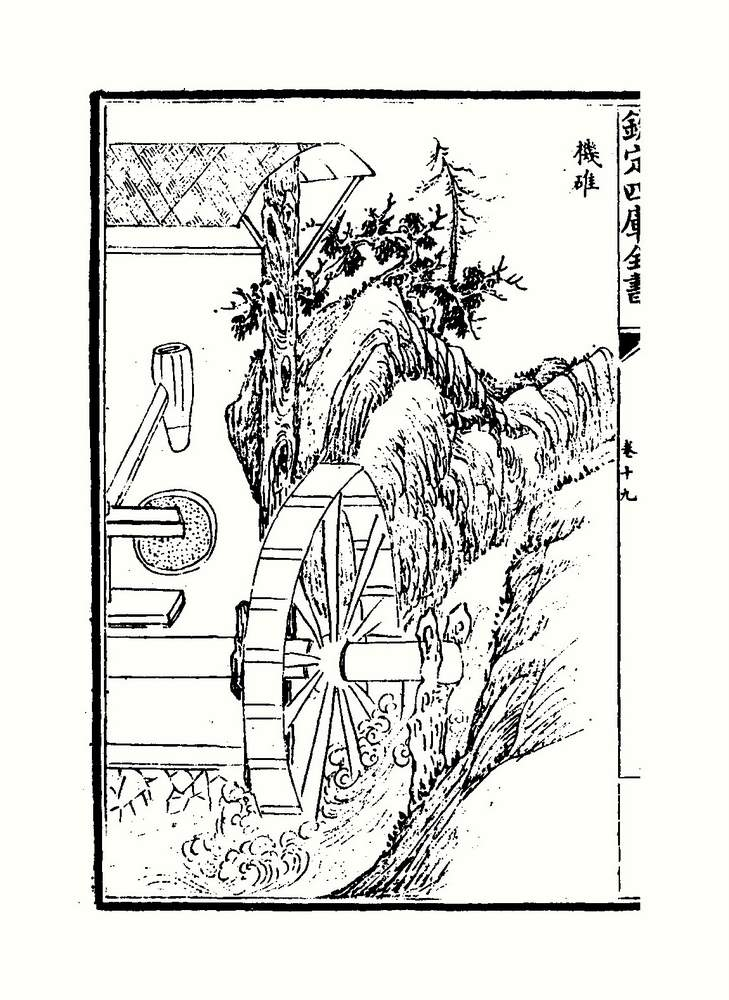
원대에 보편적으로 쓰여진, 물레방아를 이용한 수력 장치

잉여 농산물들을 시장에 많이 팔면 팔수록 농촌 가구들은 생활에 필수적인 숯, 차, 기름, 포도주 등을 더 많이 구매할 수 있었으며, 거기서 한 단계 더 나아가 많은 부를 창출하기 위한 2차 생산 수단을 마련할 만큼의 자금을 모으는 것이 가능했다. 때문에 농촌에서는 필수 농작물 이외에도 포도주, 숯, 종이, 직물 및 기타 상품들을 중개인을 통해 거래하는 경우가 왕왕 있었다. 소주의 농부들은 누에나방을 길러 비단을 생산했으며, 복건이나 사천, 광동 지역의 농부들은 사탕수수를 재배했다. 농촌의 번영을 보장하기 위해서는 공공 사업에 대한 기술적인 발전과 개선이 필수적이었다. 중국의 광활한 관개 시설에는 표준화되어 대량으로 생산된 물레방아와 저지대에서 고지대로 물을 끌어올리는 펌프 시스템이 사용되었다.
한편 의복 또한 상업의 발달과 함께 세분화되었다. 부유층들은 비단으로 만든 가운 등을 입었던 반면, 서민층이나 빈곤한 사람들은 주로 대마와 모시로 만든 옷을 입었다. 송나라 말기에는 면화가 사용되기도 했다. 이러한 상품들은 10세기 갑문의 개발과 함께 활성화된 대운하를 통해서 운반되었다. 송대의 과학자이자 정치가인 심괄(沈括)은 1020~1030년대에 이루어진 갑문 건설로 대략 500명의 인부가 추가로 고용되었고 매년 최대 1,250,000전의 세금이 절약되었다고 기록했다. 또한 그는 기존 방식은 선박 당 운반할 수 있는 쌀의 양이 300탄(17t/17,000kg)에 불과했지만 새로운 방식을 사용했을 때는 쌀을 400탄(22t/22,000kg)을 운반할 수 있다고 하였다. 다른 기록에 따르면, 1080년대 송나라 관정선은 최대 700탄(39t/39,000kg)의 화물을 실을 수 있고 대형 선박들은 2탄의 화물 800개(88t/88,000kg)를 실을 수 있다고 한다.

### 도시 생활과 비즈니스
송대 들어 발전한 도시들은 이전과는 비교할 수 없을 정도로 화려하고 조직적인 경제 시스템을 발전시켰으며, 이것은 다시 수많은 사람들에게 새로운 직업과 꿈 그리고 희망을 주었다. 북중국을 잃어버린 후, 송나라의 학자 맹원로(孟元老)는 이전 수도인 개봉의 번영을 회상하면서 「동경몽화록(東京夢華錄)」을 저술했다.
선덕동에서 동각루를 따라서 가면 황성의 동남쪽 모퉁이에 이른다. 교차로(十字街)는 선덕동 동쪽에서 황성의 남동쪽 모퉁이 탑까지 남쪽으로 쭉 이어진다. 거기서 남쪽 길로 가면 강행(薑行)이 나오고, 다시 그곳에서 북쪽으로 가면 비단으로 수놓아진 거리(紗行)가 동화문(東華門), 천휘문(晨暉門), 보록문(寶箓宮)을 거쳐 옛 산조문(酸棗門)이 있던 자리까지 곧게 이어져 있다. 이곳에 이르러서야 사람들이 놀고 즐기는 가장 바쁜 장소가 나온다.

동쪽은 「내반루(潘樓街)」라고 하고 남쪽은 「응점(鷹店)」이라고 한다. 몇몇은 매와 골동품만 팔지만 나머지는 진주, 비단, 그리고 향과 약 등을 팔고 있다. 남동쪽의 한 거리는 「계신(界身)」이라고 불리는데, 금과 은과 유색 비단이 거래되는 곳이다. 집들은 웅장하고, 외관은 광활하며, 전망은 삼엄하다. 여기서 이루어지는 모든 교역들은 사람을 놀라게 한다. 동쪽 거리에서 북쪽으로 가면 반루주점(潘樓酒店)이 있고, 그 아래에는 매일 오경시부터 장이 열리는데 옷, 서예, 그림이나 코뿔소의 뿔(犀玉) 등을 취급한다. 평명(平明)에 이르면 양의 머리, 배, 허파, 신장, 유방, 메추라기, 비둘기, 다른 야생동물, 게, 조개, 그밖에 자질구레한 조미료와 향신료들이 거래되었으며 재료 목록들을 파는 상인도 있다. 시장에서 식사를 하고난 뒤에는 꿀 음료, 대추떡, 성사만두(澄砂團子), 향긋한 사탕, 꿀 부침 조각과 같은 것들도 살 수 있었다.

동쪽으로 가면 서가의 호갱(瓠羹)집이, 남쪽에는 상가의 와자(瓦子)가 있었고 북쪽은 [화려함이] 와자 내부에 버금갈 정도였다. 그중에 크고 작은 가게들은 50여 개가 넘었다. 와자 중에는 연화붕(蓮花棚), 모단붕(牡丹棚), 야차붕(夜叉棚), 상붕(象棚) 등이 가장 컸는데 [그 규모가] 수천 명을 수용할 수 있을 정도였다.

와자 내부에는 대부분 상품이나 약 등을 팔고, 점괘를 봐주고, [돈을] 빌리거나 싸움을 벌이고, 먹고 마시고 자는 이들이 많았다. 헌옷을 입은 이들은 벽제(辟除)당했다. 온종일 여기에 있으면 부지불식간에 해질 무렵이 된다.— 「동경몽화록(東京夢華錄)」 2권 중

### 금융
지폐와 어음이 등장했고 활발히 사용됐다.

## 교역
국가가 과도하게 민간의 경제활동에 간여하거나 세금을 과중하게 거둬들이면 위축의 결과를 낳을 수도 있다. 송나라는 이런 관점에서 매우 균형 잡힌 정책을 채택한 것으로 보인다. 한 연구에 의하면 송나라가 교역 상품에 대해 부과한 세금은 2~5% 수준에 그쳤다고 한다. 국가에 의한 관리와 통제가 수월하지 않았던 시대의 조건을 고려하더라도 이는 그다지 높은 과세라고 보기 어렵다.
송나라 정부는 민간 경제 활동을 장려하여 조금씩 자주 세금을 거두는 것이 과도한 세금으로 활동을 위축시키는 것보다 훨씬 영리한 전략이라는 점을 잘 알고 있었다. 예를 들어 해외무역에 나간 배가 1년 만에 돌아오면 정상적인 세금을 매겼다. 하지만 5달 안에 귀국하면 세금을 깎아 주었고, 1년을 넘기면 관료들이 조사에 나섰다.

## 철 생산량
연간 철 생산량은 12만 5천t으로 산업혁명기 영국을 약간 밑도는 정도였다.

## 같이 보기
- 송나라
- 몽골 제국

### 설명주
1. ↑  근현대로 넓혀 보더라도 당대 중국인의 생활은 1970년대 이전 근현대 중국인들보다 훨씬 윤택했다. 몰락하여 제국주의 열강들에게 수탈당하고 잔해만 남아있던 말기의 청나라는 말할 것도 없거니와, 군벌들로 인해 분열되어 전쟁만 일어나던 북양정부, 빈발하는 대기근과 내부 부패 및 일본 제국의 침략으로 무너진 중화민국, 대약진 운동과 문화대혁명으로 완전히 병든 초기의 중화인민공화국까지, 근현대 중국인들은 역사상 최악의 암흑기속에서 세계사의 전쟁들을 모두 치르며 피폐해져갔고 송나라 시대의 중국인들과는 비교도 할 수 없을 정도로 처참한 생활을 할 수밖에 없었던 것이다.
2. ↑  송나라 중기인 인종 시기에는 조정에서 거두어들이는 농업세와 상업세의 비율이 3:7이었는데, 이는 송나라가 확실하게 상업 사회를 기반으로 한 상품 경제에 진입했음을 보여준다.
3. ↑  이동식 인쇄소의 등장, 쌀 및 기타 상품작물들의 종자 개량, 화약 제조법 발명, 수력으로 작동하는 기계식 시계, 산업 연료로서 석탄의 사용, 철강 생산법의 개선 등
4. ↑  강남 지역은 이전부터 개발되었던 중원에 비하면 매우 낙후되기는 했으나, 기후가 습윤하고 강우량이 풍부하였으며, 언덕이 많고 토질이 단단하였다. 즉, 개간만 한다면 농사를 짓기에는 제격이라는 이야기였다. 강남 지방의 개간 방식은 저습지에 원형으로 제방을 쌓고 그 내부의 물을 제거한 다음 경작지화하는 것이었다. 제방의 외부의 수위는 높기 때문에 제방에 두문(斗門)을 설치하고, 이에 수로를 통하게 하여 두문을 개폐하여 관개하였다. 이렇게 만들어진 농토를 우전(圩田) 혹은 위전(圍田)이라고 불렀다. 한편 산지에 계단식 농토를 개간한 산전(山田) 또는 제전(梯田), 호수에 뗏목을 만들어 흙을 덮어 농토로 만든 어전(淤田), 하천이나 해안의 모래사장을 개간하여 만든 사전(沙田), 봉전(篈田) 등이 있어 경지 면적이 크게 증가되었다.[6] 이러한 방식으로 경작지를 만들기 위해서는 막대한 노동력과 경비가 필요했지만, 일단 건설되기만 하면 극히 양호한 농토가 안정적으로 확보될 수 있었다. 수리의 걱정도 없었으며, 토질 또한 매우 비옥했다. 송대가 되면 강남 일대는 거의 대부분이 이런 경작지로 바뀌게 되었다.
5. ↑  우전과 위전의 이름은 다르지만 실체는 구별하기 어렵다. 원래 우전은 대규모의 것이고, 위전은 소규모의 것이었는데 남송시대에는 그 구별이 없어졌다. 단지 강동에서는 관유지의 경우에는 우전이라고 불러 대표적인 명칭이 되었을 뿐이다. 우전에는 관유지의 경우(관우전)와 사유지의 경우(사우전)가 있고 장원조직에 의하여 경영된 것이 많다. 관우전에는 사우전에 비하여 규모가 큰 것이 많고 예를 들면 태평주 무호현의 만춘우(萬春圩)는 주위가 84리, 제방 안의 넓이 6장, 높이가 1장2척, 논127경이 있고 건강부 율수현의 영풍우(永豊圩)는 주위가 84리, 논1000경 84우로 이루어져 있었다. 이에 비하면 민우전은 소규모이지만 수는 많았다. 강남의 우전개발은 이미 오대의 남당에서 상당히 이루어졌던 것 같은데 북송 중기 이후, 그 구축은 점점 활발해져 남송 초에는 병화에 의하여 황폐해진 것도 있었으나 점차 수복되고, 별도로 새로이 만들어진 것도 있어서 수리전의 면적은 크게 증가하고 강남지방의 생산 향상에 공헌하는 바가 컸다.[7]
6. ↑  우전은 “풍년은 있어도 수환은 없다”고 말해졌다. 그 땅의 성질은 강호의 진흙이기 때문에 비옥했고 풍부한 수확을 가져왔다. 그러나 수환이 없는 상태를 유지하기 위해서는 제안 등의 수복을 게을리해서는 안되었다. 그러므로 관은 민우에 대하여 돈이나 쌀을 빌려주어 수복하게 했고, 매년 자치적으로 우안을 수선하고 있는 자도 있었다. 우전들 가운데 관우는 장원을 이루어 경영되고, 그 전호는 전권을 인정받고 있었다. 민우에게는 관호형세호가 소유하는 것이 많았고, 마찬가지로 장원조직으로 경영되어 주로 전호에 의하여 경작되었다. 그러나 그 가운데에는 중소농민이 경작하는 것도 있어 이 경우 정부는 돈이나 쌀을 빌려주어 우안수복에 힘쓰게 했다.[7]
7. ↑  5대 10국 이후 유랑하는 유민을 농지에 정착하도록 유도하였다. 전란으로 인해 황폐화된 토지가 많아 조정에서는 경작자에게 일정기간 세금을 감면해거나 황무지를 개간한 자는 개간농지를 가질 수 있도록 하는 정책을 실시하였다. 흉작이 들 경우 농민이 유랑민으로 전락하는 것을 방지하기 위해 세금을 면제해주기도 했다.[8]
8. ↑  무(畝)는 동아시아권의 전통적인 경지 면적 단위로서, 도량형의 척관법에서 사용되었던 것이다. 이를 제곱킬로미터로 환산하면 대략 480000km2이며, 헥타르로 환산하면 대략 48,000,000 ha이다. 이정도의 경작지는 후대의 명나라와 청나라도 뛰어넘지 못하는 것이었다.[9]
9. ↑  문헌기록에 따르면 휘주(歙州)에 벼가 31개 품종으로 그 중에 선도(籼稻 : 메벼의 일종)가 11종, 갱도(秔稻, 메벼의 일종)가 13종이고 나도(糯稻, 찹쌀)가 7종이며 회계(會稽)에는 56개 품종이, 창수(常熟)에는 40여 개의 품종이 있다고 한다. 곽익(郭翼)이 기록한 풍사훈(峨嵋縣)에는 25개의 벼 품종이 있는데 “다른 곳에서는 좀처럼 그 이름을 듣기가 어렵다”고 하였으며, 오청진(烏靑鎭)만 하더라도 메벼 70여 종과 찰벼 40여개 품종이 있고 복주(福州)에는 조생종이 6종, 만생종이 10종, 찰벼가 11종이 있다고 소개하고 있다.[15]
또한 환남(皖南, 안휘성의 장강 이남지역)의 산악지대인 주화산(九華山)에서 생산되었다고 하는 황립도(黃粒稻)라는 벼는 까끄라기가 뾰족하고 씨알이 기름지며, 그 색깔이 은근하고, 그 맛이 향기롭고 부드러워 보통 벼와는 다르다고 한다.
10. ↑  중국에서는 주로 벼는 남방에서 재배되었고, 보리 등의 잡곡을 북방에서 경작되는 것이 예로부터 지금까지의 대세이다. 그것은 강우량, 기온, 수리 시설의 유무 등 여러 조건에 의한 것이라는 것은 말할 필요도 없다. 벼는 주로 양자강연안 이남에서 재배되었고, 북방의 황하유역에서는 섬서의 위수, 경수와 같이 수리 시설이 갖추어져 있는 지역에서 재배될 뿐이었다. 황하유역의 주요 재배곡물은 기장, 수수, 보리, 콩 등의 잡곡이다. 한편 남방에서는 수전이 설치되어 벼농사가 이루어졌고, 북방에서는 육전에 의하여 잡곡이 재배되었다. 그 경계는 대개 회하에 있었다고 한다. 북방에 있어서 수전의 개발, 남방에서의 보리류의 재배는 시대가 흐름에 따라 진전은 있으나 주요 재배곡물 분포의 대세는 변하지 않았다.[7]
11. ↑  이에 대하여 벼의 품종에는 큰 변화와 발전이 있었다. 그 발전은 당에서부터 북송, 남송에 걸쳐 현저하게 나타났고 송나라 말기에는 주요 품종은 모두 갖추어진 느낌이 있다. 벼의 품종분류의 기준으로는 쌀알이 끈기가 있는가 아닌가 하는 점, 성숙기가 이른가 늦는가 하는 점 등이 있다. 끈기 있는 것, 끈기 없는 것 모두 옛날부터 있었으나 남북조시대까지는 파종기는 빠르고 , 따라서 수확도 빨랐던 것 같아 조도(早稻)에 속했던 것 같다. 그것은 후한의 농서 《범승지서(氾勝之書)》, 진의 곽의공(郭義恭)의 《광지(廣志)》, 후위의 가사협(賈思勰)의 《제민요술(齊民要術)》 등에 벼는 3, 4월(음력)에 심고 7월에 익는다고 기술되어 있는 것으로부터 알 수 있다. 그런데 송나라가 되자 벼는 조도/만도(晩稻)로 나누는 것이 일반적으로 되었으며 남송도 말에 가까워지면 절동로나 임안부에서는 조도, 중도(中稻), 만도로 나뉘어 중도의 품종은 7, 8월에 성숙하는 것으로 가장 많이 심어져 중요한 것이 되었다. 명주(절강성 영파)의 지지 《보경사명지(寶慶四明志)》에 의하면 “명주의 곡에는 조화가 있고, 중화가 있고, 만화가 있고 조화는 입추를 기하여 성숙하고 중화은 처서가 되어 성숙한다. 중화가 가장 풍부하고 조화가 그 다음이다. 만화는 8월에 성숙하고 조화에 비하여 더욱 드물다”라고 되어 있어서 조도는 7월 7일 무렵, 중도는 7월 23일 무렵, 만도는 8월무렵에 성숙하고 중도가 가장 많이 재배되었고 조도가 그다음이라는 것을 알 수 있다. 그러나 중도/만도의 성숙기는 지역에 따라 달랐던 것 같다. 조도/만도의 두 벼로 나뉘어지는 지역에서는 조도가 많이 심어진 것이 일반적이었다. 복건로나 광남동로 등의 남중국해 연안지대에서는 조도와 만도를 교대로 하여 이기작이 이루어졌으나 그 밖의 지방에서는 일숙이 보통이었고 산기슭의 논에는 조도를, 바다에 가까운 논에서는 만도를 심는 지방도 있었다.[7]
12. ↑  만담, 곡예, 인형극, 연극, 무용, 동물 서커스 등 갖가지 형태의 오락 시설이나 대규모 공연장들이 밀집해 있는 곳을 일컫는다. 와자 주변에는 온갖 음식점과 술집, 좌판, 장사꾼들이 북적거리며 호객하였다.[10]

### 인용주
1. ↑  McDermottShiba 2015, 435쪽.
2. ↑  “The Song Dynasty in China | Asia for Educators”. 2020년 11월 5일에 확인함.
3. ↑  Liu 2015, 294쪽.
4. ↑  Ebrey, 167p
5. ↑  A History of the Modern to 1815, McGraw-Hill, R.R Palmer, Seventh Edition, 1992, ISBN 0-07-048564-X, page:42/45
6. ↑  “네이버 지식백과] 농업과 수공업의 발달 (중국사)”. 2008. 6. 20. 2024.11.29에 확인함.
7. 1 2 3 4 5  “송대 농업의 발전”. 2007.01.03. 2024년 11월 29일에 확인함.
8. ↑  “송나라 농업”. 2020.03.24. 2024.11.29에 확인함.
9. ↑  Qi Xia, Economy of the Song Dynasty, Part I, Chapter 1, page 65 ISBN 7-80127-462-8/F
10. 1 2 3 4  박한제 외 (2007). 《아틀라스 중국사》.
11. ↑  “国学网－－中国经济史论坛 - 宋史地位应充分肯定”. 2011년 7월 16일. 2011년 7월 16일에 원본 문서에서 보존된 문서. 2020년 11월 5일에 확인함.
12. ↑  Qi Xia, Economy of the Song Dynasty, p84-96
13. ↑  Guo, Junning (2010년 2월 1일). “宋史地位应充分肯定”. 2011년 7월 16일에 원본 문서에서 보존된 문서.
14. ↑  “송대의 사회와 문화”. 2011.03.01. 2024.12.02에 확인함.
15. ↑  漆俠(1987), 117~118p.
16. ↑  『송사』173권 「식화망·농전(食貨忘·農田)」
17. ↑  漆俠(1987), 『宋代經濟史』, 上海人民出版社, 115p.
18. ↑  Glahn 2016, 376쪽.
19. ↑  Glahn 2016, 376-377쪽.
20. 1 2  “농업과 수공업의 발달”. 2008.6.20. 2024.11.29에 확인함.
21. ↑  Qi Xia 856
22. 1 2  Glahn 2016, 377쪽.
23. ↑  Xiong Fan (Song dynasty) Xuanhe Beiyuan Dragon Tea Cakes
24. ↑  Qi Xia, 156
25. ↑  Zhou Qufei, p228
26. ↑  Ji Xianlin, p124-129
27. ↑  Qi Xia,180
28. ↑  漆俠(1987), 115~116p
29. ↑  Billy K. L. So (2000). 《Prosperity, Region, and Institutions in Maritime China: South Fukien Pattern, 946-1368》. Harvard University Asia Center. 451쪽. ISBN 978-0-674-00371-2.
30. ↑  “생산력의 발전과 지배층의 교체”. 2024.12.02에 확인함.
31. ↑  漆俠(1987), 112~113p.
32. ↑  Qi Xia, 135p.
33. 1 2  “[조홍식의 부국굴기(富國屈起) | 자유시장경제의 원류를 찾아서(4)] 중국 송나라가 낳은 인류 최초의 화폐 경제”. 2019년 3월 17일. 2020년 11월 5일에 확인함.
34. ↑  “에도시대 세계최초로 선물거래 이끈 요도야”. 2019년 8월 1일. 2020년 11월 5일에 확인함.
35. ↑  Golas, Peter (1980). “Rural China in the Song”. 《The Journal of Asian Studies》 39 (2): 291–325. doi:10.2307/2054291. JSTOR 00219118. S2CID 162997737.
36. ↑  Embree, 339-340.
37. 1 2 3 4  Ebrey, Cambridge Illustrated History of China, 141.
38. ↑  Needham, Volume 4, Part 2, 347.
39. 1 2 3  Needham, Volume 4, Part 3, 352.
40. ↑  수정 2018.09.16 23:37, 입력 2018 07 29 02:00 (2018년 7월 29일). “산업혁명 500년 전 영국보다 잘 살았던 송나라, 왜 망했나”. 2020년 11월 5일에 확인함.